# Southbound
«Southbound» —en español: «Hacia el sur»— es una canción coescrita y grabada por la cantante estadounidense Carrie Underwood, y lanzada como el tercer sencillo de su sexto álbum de estudio, Cry Pretty. El sencillo tuvo un lanzamiento oficial el 29 de abril de 2019. La canción fue escrita por Carrie, David Garcia y Josh Miller.

## Composición
«Southbound» fue escrita por Carrie, el coproductor David Garcia y Josh Miller. Carrie dijo sobre el proceso del compositor: «Pensé: Esto suena divertido, creo. Podemos hacer algo divertido con esto». Pero luego te das cuenta de lo difícil que es por alguna razón ser mujer y escribir una especie de canción de bote de fiesta de beber. No pensarías que sería diferente, pero por alguna razón, siento que un chico podría salirse con la suya. diciendo esta frase que acabamos de lanzar, pero no puedo por alguna razón». Cuando habló de personajes particulares en la canción, agregó: «Usé a Katie en la canción como ejemplo. Así que, Katie, queríamos que se divirtiera demasiado, pero por cada frase que salimos, fue como, 'Bueno, no queremos que sea triste'. Todavía teníamos que hacer que Katie tuviera un poco de respeto, pero quería decir que algunas personas se estaban divirtiendo demasiado. Sorprendentemente nos llevó un tiempo escribirlo, pero al final fue como, 'Bueno, esto es muy divertido', agregó. "Siento que todo el mundo gravitó hacia eso cuando terminamos con eso». «Southbound» fue una de las canciones finales escritas para el álbum.

## Recepción de la crítica
Entertainment Weekly le dio a la canción una recepción favorable en su crítica del álbum, escribiendo: «Una de las sorpresas más extrañas de Cry Pretty es una canción de fiesta estilo Florida Georgia Line llamada Southbound que la encuentra cantando sobre líneas de bronceado y margaritas redneck. Probablemente sea la Carrie más informal que haya existido, y, cantada por un artista masculino, se habría sentido casi imposiblemente original. Grabado por una mujer que no hace que el día del pontón beba una parte de su marca personal, es agradablemente contrario: es Carrie tratando de recuperar un estilo de música que ha sido cooptado y liderado por los hombres principales del género». Sounds Like Nashville igualmente alabó la canción, destacando su «ritmo propulsivo, riffs de guitarra soleados y acentos de órgano con brisa», y también señaló que fue «la primera vez en los últimos años que el nativo de Oklahoma ofreció una canción tan despreocupada, y sus letras de buen momento se trata de los fines de semana en pontones, margaritas de dos en uno, líneas marrones y gafas de sol baratas».
Consequence of Sound dio una crítica menos favorable de la canción en su reseña del álbum, y escribió que era «un poco de música de fiesta esponjosa en el orgullo sureño».

## Rendimiento comercial
En los Estados Unidos, «Southbound» alcanzó el número 11 en la lista Billboard Hot Country Songs y el número 3 en la lista Country Airplay, convirtiéndose en el 28° top 10 de Carrie en esta lista. Debutó en el número 96 en el lista Billboard Hot 100 y alcanzó el número 65.
En Canadá, «Southbound» alcanzó el número uno en la lista Billboard Canada Country, convirtiéndose en su primer sencillo en encabezar la lista desde «Dirty Laundry» en 2016
Hasta octubre de 2019, ha vendido 89,000 copias en los Estados Unidos.

## Video musical
El video musical oficial de la canción debutó en el canal de YouTube de Carrie el 8 de junio de 2019. El video fue filmado en Cinco de Mayo y presenta a algunos de los amigos y familiares de Carrie, incluyendo a su esposo, Mike Fisher, y su hijo, Isaiah. Dirigida por Jeff Venable, presenta imágenes detrás de escena de la gira de Carrie Cry Pretty Tour 360 2019, intercalado con Carrie, su esposo y familiares y amigos que tienen una gran celebración en un muelle en el lago Travis en Austin, Texas.

## Presentaciones en vivo
Carrie dio la primera presentación en vivo de la canción en la 54.ª Premios de Academy of Country Music el 7 de abril de 2019. Ella interpretó la canción nuevamente en el final de American Idol el 19 de mayo de 2019. Carrie también usó la canción para abrir el Cry Pretty Tour 360. Carrie también lo realizó en el 2019 CMT Music Awards en el Partenón el 5 de junio de 2019 en Nashville. Ella incluyó la canción en su set en Festival de Glastonbury en junio de 2019.

## Posicionamiento en listas

### Listas semanales
| Listas (2019)                               | Mejor posición |
| ------------------------------------------- | -------------- |
| Bélgica (Flandes) (Ultratip Bubbling Under) | 18             |
| Canada Country (Billboard)                  | 1              |
| Estados Unidos (Billboard Hot 100)          | 64             |
| Estados Unidos Country Airplay (Billboard)  | 3              |
| Estados Unidos (Hot Country Songs)          | 11             |

### Posición fin de año
| Listas (2019)                    | Posición |
| -------------------------------- | -------- |
| US Country Airplay (Billboard)   | 36       |
| US Hot Country Songs (Billboard) | 41       |